# ISO 3166-2:CU
ISO 3166-2:CU là chuẩn ISO định nghĩa mã địa lý. Nó là tập con của ISO 3166-2 áp dụng cho Cuba.

## Mã
| CU-01 | Pinar del Río       |
| CU-02 | La Habana           |
| CU-03 | Ciudad de La Habana |
| CU-04 | Matanzas            |
| CU-05 | Villa Clara         |
| CU-06 | Cienfuegos          |
| CU-07 | Sancti Spíritus     |
| CU-08 | Ciego de Ávila      |
| CU-09 | Camagüey            |
| CU-10 | Las Tunas           |
| CU-11 | Holguín             |
| CU-12 | Granma              |
| CU-13 | Santiago de Cuba    |
| CU-14 | Guantánamo          |
| CU-99 | Isla de la Juventud |

| Provinces            | Provinces |
| -------------------- | --------- |
| Camagüey             | CU-09     |
| Ciego de Ávila       | CU-08     |
| Cienfuegos           | CU-06     |
| Ciudad de La Habana  | CU-03     |
| Granma               | CU-12     |
| Guantánamo           | CU-14     |
| Holguín              | CU-11     |
| La Habana            | CU-02     |
| Las Tunas            | CU-10     |
| Matanzas             | CU-04     |
| Pinar del Río        | CU-01     |
| Sancti Spíritus      | CU-07     |
| Santiago de Cuba     | CU-13     |
| Villa Clara          | CU-05     |
| Special Municipality |           |
| Isla de la Juventud  | CU-99     |